# Ed Delahanty
Edward James Delahanty (30 de outubro de 1867 – 2 de julho de 1903), apelidado de "Big Ed", foi um jogador profissional da Major League Baseball de 1888 até 1903 pelo Philadelphia Phillies, Cleveland Infants e Washington Senators. Foi conhecido como um dos primeiros rebatedores com extrema força. Jogou principalmente como campista esquerdo durante sua carreira, mas também jogou como infielder. Delahanty venceu um título em rebatidas, rebatendo mais de 40% em três ocasiões, e está em 5º na lista de rebatedores com melhor aproveitamento na história da MLB. Foi selecionado para o Baseball Hall of Fame em 1945.
Quatro dos irmãos de Delahanty, Frank, Jim, Joe e Tom, também jogaram nas grades ligas.

## Morte
Delahanty morreu nas Cataratas do Niágara no começo de julho de 1903. Aparentemente ele foi jogado para fora do trem pelo condutor por estar embriagado e arrumando confusão. O condutor disse que Delahanty estava brandindo uma navalha e ameaçando passageiros depois de consumir cinco whiskys. Após ser atirado para fora do trem, Delahanty andou pela ponte  International Railway Bridge conectando Buffalo, Nova Iorque com Fort Erie (próximo às Cataratas do Niágara) e caiu ou pulou da ponte (alguns relatos dizem que Ed gritava sobre morte naquela noite). Se "Big Ed" morreu de seu mergulho sobre as Cataratas ou se afogou no caminho para as Cataratas é incerto. Seu corpo foi encontrado no fundo das Cataratas duas semanas depois de sua morte.
Um estudo da tragédia aparece na publicação July 2, 1903: The Mysterious Death of Big Ed Delahanty, de Mike Sowell (New York, Toronto, MacMillan Publishing Co., 1992). Sowell apresenta evidências de acidente decorrente da bebedeira, suicídio e até mesmo um possível latrocínio   (há relatos de um homem misterioso seguindo Delahanty).